# Artyleria przeciwlotnicza w bitwie warszawskiej
Artyleria przeciwlotnicza w bitwie warszawskiej – historia powstania i działalności polskich oddziałów artylerii przeciwlotniczej tworzonej po odzyskaniu niepodległości przez Polskę w celu obrony przestrzeni powietrznej w czasie wojny polsko-bolszewickiej.

## Sytuacja na początku wojny polsko-bolszewickiej

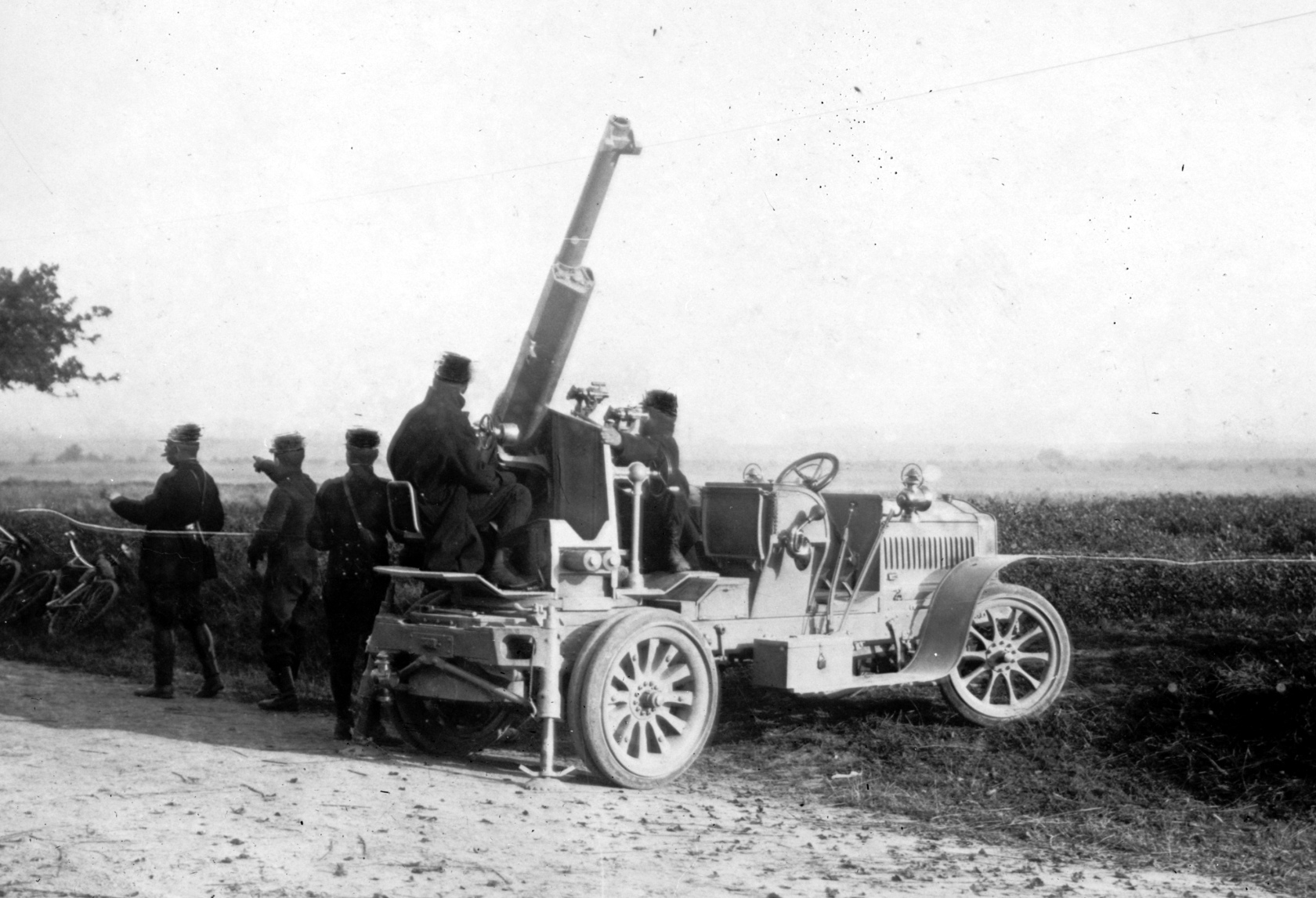
Francuska armata przeciwlotnicza kalibru 75 mm stosowana przez Wojsko Polskie w czasie wojny z bolszewikami

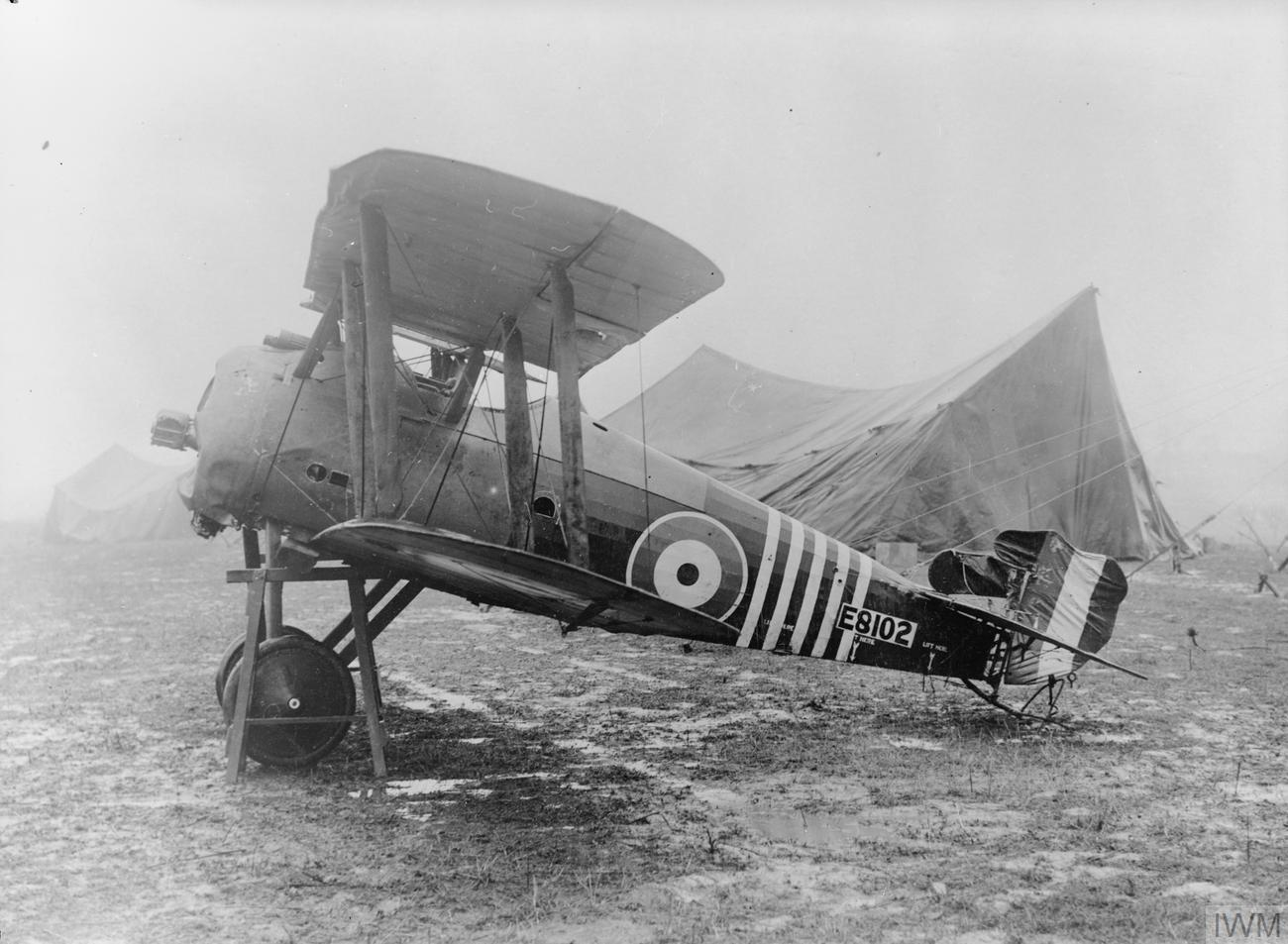
Sopwith Snipe – brytyjski samolot myśliwski dostarczany Armii Białych, wiele z nich bolszewicy przechwycili i wcielili do własnego lotnictwa

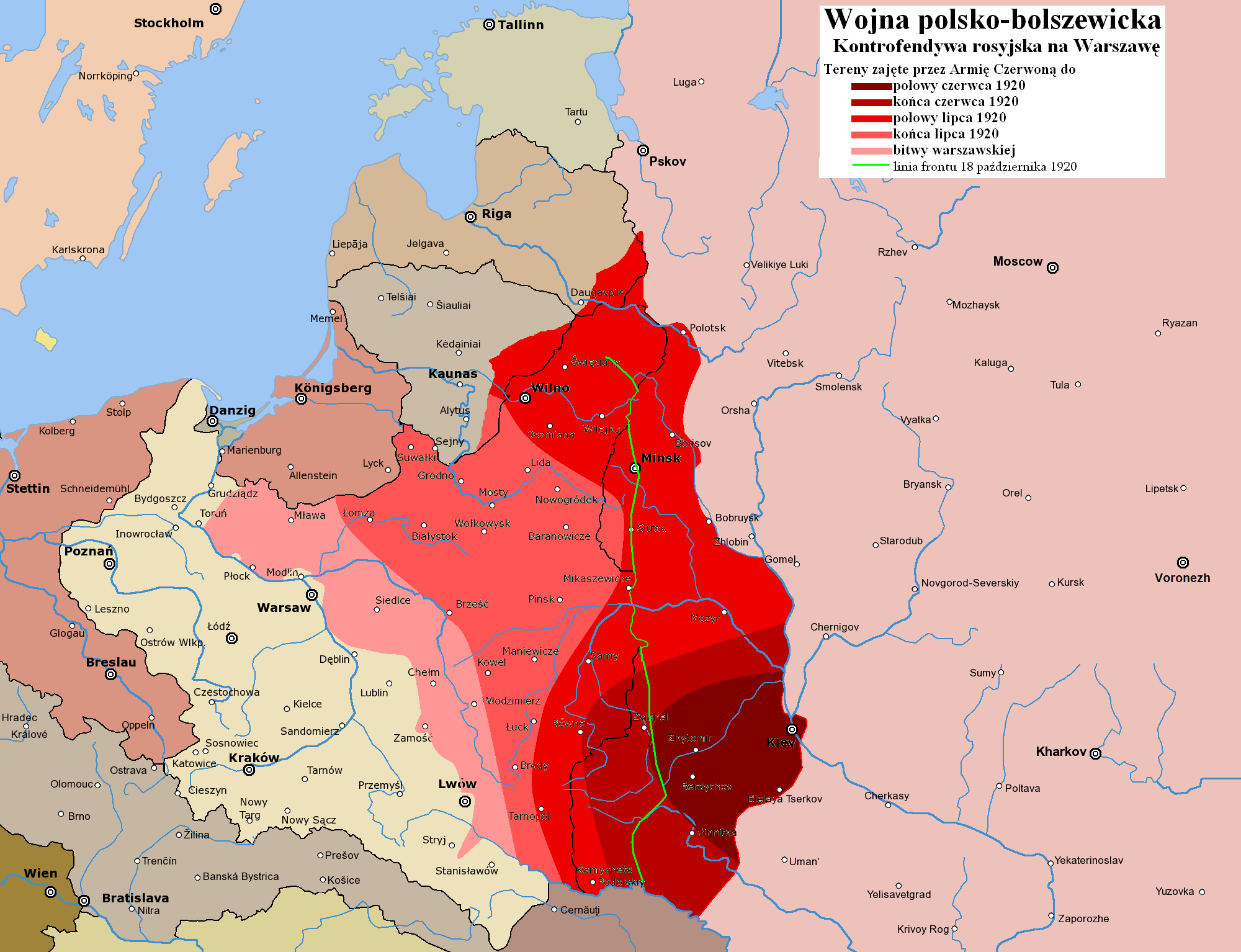
Rozwój ofensywy bolszewickiej na Warszawę w 1920

Wraz z początkiem lutego 1919 doszło do przegrupowania regularnych oddziałów Wojska Polskiego z terenu Podlasia w kierunku Niemna. Celem tego manewru było zablokowanie dalszego pochodu Armii Czerwonej, zajmującej tereny opuszczone przez wojska niemieckie. Do pierwszego kontaktu bojowego doszło 14 lutego w rejonie miasteczka Mosty (około 60 kilometrów na południowy wschód od Grodna), a następnego dnia nad Zelwianką (dopływ Niemna). Dnia 28 lutego grupy taktyczne generałów Wacława Iwaszkiewicza i Antoniego Listowskiego rozpoczęły lokalne działania zaczepne, w wyniku których front przesunął się na wschód.
W tym czasie nieliczne wówczas lotnictwo bolszewickie było rozproszone w wielu miejscach, szczególnie w rejonach walk z „białymi”. Było ono potrzebne zarówno na froncie polskim, jak też w walce z wojskami: generała Nikołaja Judenicza pod Piotrogrodem, admirała Aleksandra Kołczaka na Syberii, generała Antona Denikina nad Donem, czy generała Piotra Wrangla na Krymie i Kubaniu. W wyniku takiego rozproszenia sił na początku wojny z Polską lotnictwo rosyjskie nie odegrało praktycznie żadnej roli. Polskie dane z lipca 1919 donosiły o 68 oddziałach lotniczych wroga, w tym 42 wywiadowczych, 21 niszczycielskich, 3 artyleryjskich oraz 2 fotograficznych. Liczebność każdego z tych oddziałów wynosiła mniej więcej 6 maszyn. Wiele z nich było jednak unieruchomionych ze względu na brak części zamiennych i benzyny. W jej zastępstwie często stosowano mieszaniny spirytusu, eteru, benzolu i tym podobnych.
Okres jesienno-zimowy 1919/20 wykorzystano po obu stronach na reorganizację lotnictwa. W tym czasie wojna domowa w Rosji zaczęła przechylać się na stronę bolszewików, wobec tego front polski został wzmocniony. Pod koniec czerwca 1920 lotnictwo Frontu Zachodniego liczyło już 73 samoloty i 9 sterowców. Działań lotniczych nie przeprowadzana jednak na szerszą skalę. Powodem tego były problemy Armii Czerwonej z doborem personelu i brakiem zaopatrzenia. Samoloty te były bowiem mieszaniną różnych maszyn (również zachodnich przejętych z dostaw dla „białych”), natomiast wśród pilotów popularne było wykorzystywanie samolotu do dezercji z Armii Czerwonej i ucieczek (problem lotników „zaginionych bez wieści” dotyczył około 40% stanu).
Do ożywienia frontu polskiego wiosną 1920 doszło za sprawą intensyfikacji sowieckich działań rozpoznawczych. Do bombardowań dochodziło niezmiernie rzadko, były one przeprowadzane pojedynczymi samolotami. Ataki na polskie oddziały naziemne nie są prawie znane.
1 lipca 1920 rozpoczął się pod kierunkiem francuskich instruktorów czterotygodniowy kurs obrony przeciwlotniczej, którego zadaniem było wyszkolenie pierwszych oficerów dla organizującego się oddziału artylerii przeciwlotniczej.

## Baterie w systemie OPL Warszawy
Sytuacja na froncie w lipcu 1920 stała się krytyczna. Naczelne Dowództwo Wojska Polskiego przewidywało możliwość wykonania przez lotnictwo rosyjskie nalotów nie tylko na broniące się wojska, ale również na Warszawę. W związku z tym rozpoczęto organizowanie obrony powietrznej stolicy. Do tego zadania wyznaczono: 19 Eskadrę Myśliwską, pododdziały ciężkich karabinów maszynowych znajdujące się w Warszawie, a także będący w stadium organizacji Dywizjon Szkolny Artylerii Zenitowej. Stanowisko komendanta obrony powietrznej stolicy powierzono dowódcy 19 Eskadry Myśliwskiej kapitanowi pilotowi Antoniemu Mroczkowskiemu.

Organizacji baterii zenitowej automobilowej podjął się porucznik doktor Eugeniusz Baranowicz wraz z podporucznikiem Stanisławem Mikoszewskim, baterii zenitowej z przyczepkami – porucznik Stanisław Abgarowicz, baterii zenitowej półstałej – porucznik Aleksander Szmidt, a oddziału motorowego reflektorów – porucznik Kazimierz Kwiatkowski. W pierwszych obsługach znaleźli się profesorowie Politechniki Warszawskiej, profesorowie Uniwersytetu Warszawskiego, inżynierowie, sędziowie, słuchacze wyższych szkół, tudzież fachowcy, specjaliści w dziale samochodowym.

Z powodu załamania się ataku rosyjskiego na Warszawę Grupa Artylerii Zenitowej nie wzięła bezpośredniego udziału w walce. Jak się później okazało, dowództwo bolszewickie – mimo dysponowania kilkoma eskadrami – w Bitwie Warszawskiej nie użyło lotnictwa.

## Działania pościgowe po bitwie warszawskiej
Dopiero 17 sierpnia 1920 nadszedł rozkaz użycia baterii zenitowej na automobilach w działaniach pościgowych za nieprzyjacielem. Bateria ta, dowodzona przez podporucznika Andrzeja Miziewicza, odpowiednio wyposażona i zaopatrzona, została wcielona na froncie do grupy artylerii generała Ignacego Kazimierza Ledóchowskiego, a następnie działała przy 21 Dywizji Piechoty Górskiej generała Andrzeja Galicy. Była użyta podczas walk pod Sokółką, Kuźnicą Białostocką, Grodnem (23–25 września), Dubrowlanami nad Niemnem (29 września), po czym po dalszych marszach kwaterowała w okolicach Lidy. 26 października bateria powróciła do Warszawy bez strat.